# Юлія Корсиканська

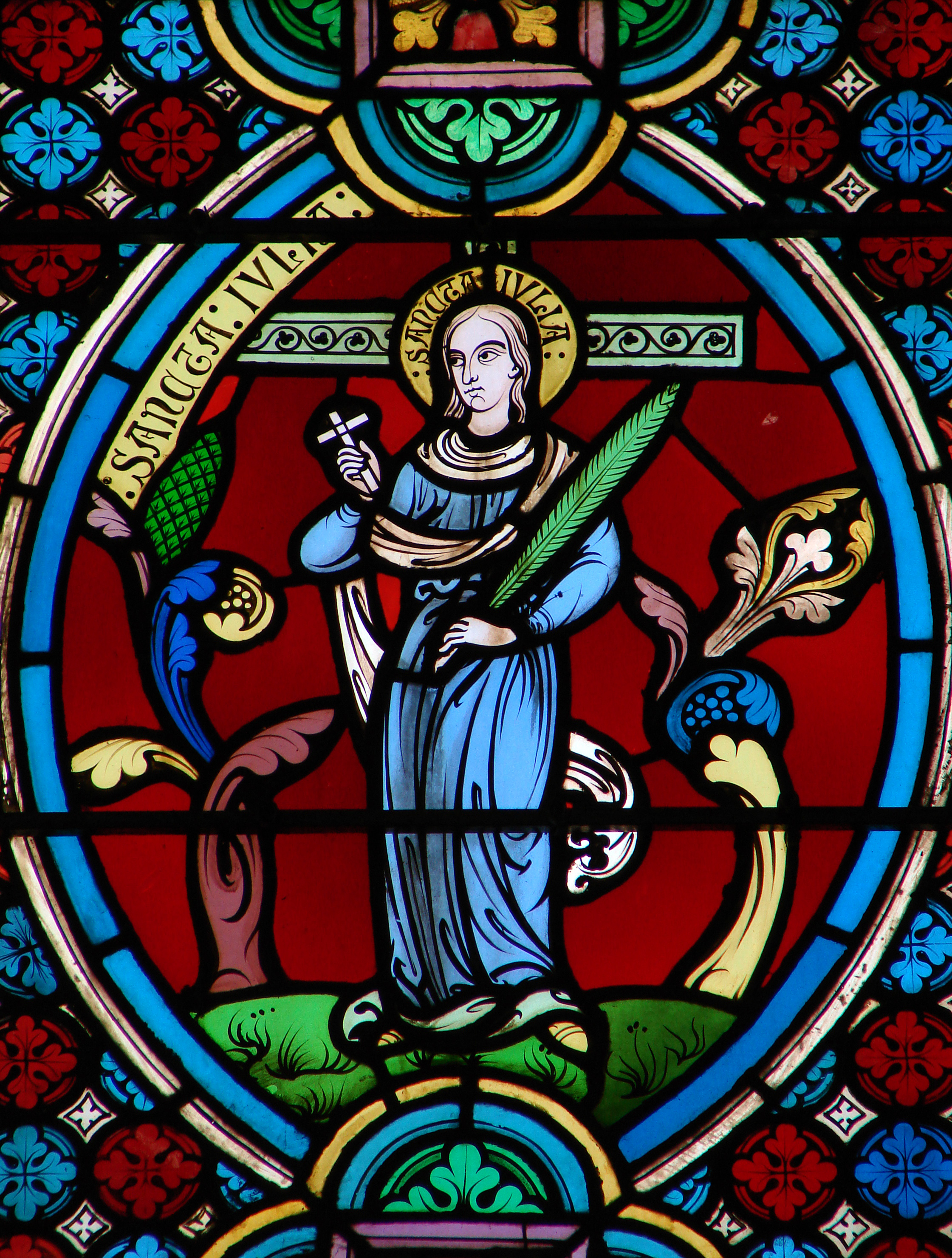
Свята Юлія

Юлія Корсиканська (також Юлія Карфагенська, Юлія з Нонци) (фр. Julie, корсик. Ghjulia) — діва, мучениця, свята. Померла у 439 році або пізніше. Проголошена покровителькою Корсики у 1809 році. Ушановується 16 липня у православних і 23 травня у католиків.

## Версії біографії

### Версія болландистів
Свята Юлія була родом із знатної родини, що жила в Карфагені. Після взяття міста вандалами Гензеріха в 439 році вона була схоплена і продана в рабство сирійському торговцю на ім'я Євсевій. Юна християнка з ретельністю стала служити своєму господареві. Одного разу, сівши на корабель, Євсевій і Юлія вирушили в Галію. Вони висадилися на Корсиці, в районі Нонци, в той день, коли там приносили бика в жертву богам. Євсевій приєднався до святкування, але Юлія, не бажаючи поклонятися ідолам, залишилася на кораблі.
Коли Фелікс Сакс (Félix Saxo), тамтешній губернатор, дізнався про це, він напоїв доп'яна Євсевія, який відмовляється привести Юлію на берег. Коли торговець заснув, Фелікс наказав привести Юлію і попросив її принести жертву богам. Свята діва була засуджена до смерті за відмову і особливо за свою сміливу відповідь. Їй розбили до крові обличчя, тягали за волосся, били, а потім розіп'яли. За переказами голубка, символ непорочності та святості, випурхнула з її вуст.
Ченці з острова Горгона (l'île de Gorgone) прийшли по тіло святої і поховали його в своєму монастирі. Згодом її мощі були перенесені в Брешію, де було покладено початок шанування святої Іуліі на півночі Італії.
Цієї версії житія дотримуються на службах в єпархії Аяччо.

### Корсиканська версія

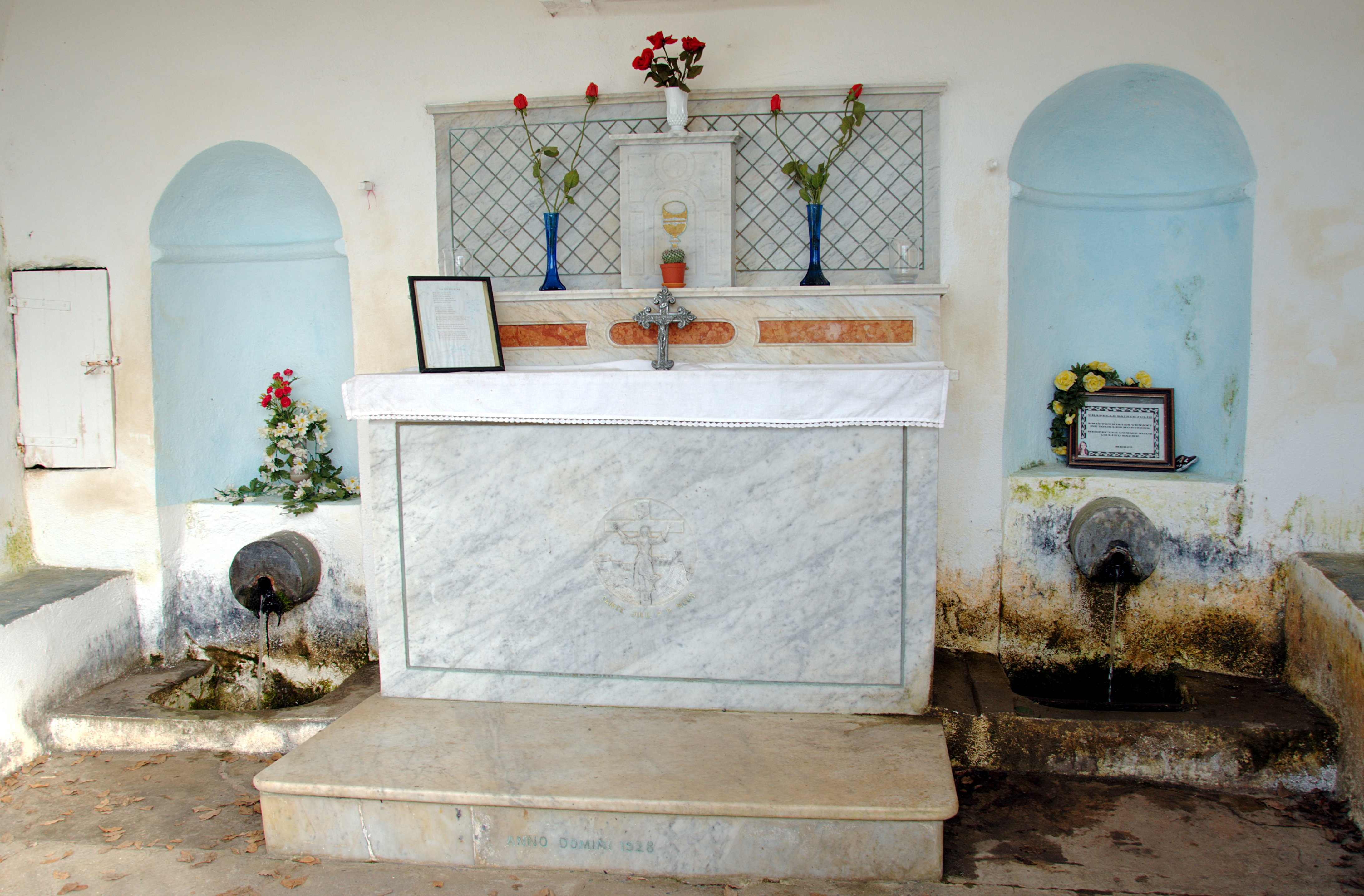
Джерела святої Юлії.

Свята Юлія була родом з Нонци. Вона була сучасницею святої Девоти, тобто жила за часів правління імператора Діоклетіана. За відмову принести жертву язичницьким богам вона була піддана тортурам. За переказами, кати відрізали їй груди і кинули їх на скелі нижче села Нонца, де зараз в скелі відкрилися два джерела. Чудо привело в лють її катів, які прив'язали святу Юлію до смоковниці, щоб дати їй померти від болю. За переказами, з вуст її випурхнула голубка, що узгоджується з іншою версією житія.
Корсиканську версію житія іноді вважають менш правдоподібною, в той час як версію болландистів підтримують такі хроністи як Вітале, Колона та Фра Паоло Олівезе.

## Поклоніння
Місцева версія житія знаходить відображення в іконографії — святу Юлію зображують розіпнутою з відрізаними грудьми (див., наприклад, полотно XVI століття в церкві святої Юліі, Нонца).
Шанування святої Юліі в селі Нонца почалося незабаром після її мученицької кончини. Нижче села був побудований санктуарій, зруйнований варварами в 734 році. До невичерпних джерел, відомих як La Fontaine des Mamelles стікаються паломники з усієї Корсики. Їх води славляться цілющими і допомагають матерям, у яких не вистачає грудного молока. Багато прочан здійснюють паломництво до святині, босоніж.
День святої Юліі святкується по всій Корсиці кожен рік. Свята Юлія, як і свята Девоті, шанується покровителькою острова, згідно з декретом Священної Конгрегації обрядів від 5 серпня 1809 року.
Канадське місто Сент-Жюлі (Квебек) назване на її честь.